# 1349 год
1349 (ты́сяча три́ста со́рок девя́тый) год  по юлианскому календарю — невисокосный год, начинающийся в четверг. Это 1349 год нашей эры, 9‑й год 5‑го десятилетия XIV века 2‑го тысячелетия, 10‑й год 1340‑х годов. Он закончился 676 лет назад.
| Пн | Вт | Ср | Чт | Пт | Сб | Вс |
|    |    |    | 1  | 2  | 3  | 4  |
| 5  | 6  | 7  | 8  | 9  | 10 | 11 |
| 12 | 13 | 14 | 15 | 16 | 17 | 18 |
| 19 | 20 | 21 | 22 | 23 | 24 | 25 |
| 26 | 27 | 28 | 29 | 30 | 31 |    |

| Пн | Вт | Ср | Чт | Пт | Сб | Вс |
|    |    |    |    |    |    | 1  |
| 2  | 3  | 4  | 5  | 6  | 7  | 8  |
| 9  | 10 | 11 | 12 | 13 | 14 | 15 |
| 16 | 17 | 18 | 19 | 20 | 21 | 22 |
| 23 | 24 | 25 | 26 | 27 | 28 |    |

| Пн | Вт | Ср | Чт | Пт | Сб | Вс |
|    |    |    |    |    |    | 1  |
| 2  | 3  | 4  | 5  | 6  | 7  | 8  |
| 9  | 10 | 11 | 12 | 13 | 14 | 15 |
| 16 | 17 | 18 | 19 | 20 | 21 | 22 |
| 23 | 24 | 25 | 26 | 27 | 28 | 29 |
| 30 | 31 |    |    |    |    |    |

| Пн | Вт | Ср | Чт | Пт | Сб | Вс |
|    |    | 1  | 2  | 3  | 4  | 5  |
| 6  | 7  | 8  | 9  | 10 | 11 | 12 |
| 13 | 14 | 15 | 16 | 17 | 18 | 19 |
| 20 | 21 | 22 | 23 | 24 | 25 | 26 |
| 27 | 28 | 29 | 30 |    |    |    |

| Пн | Вт | Ср | Чт | Пт | Сб | Вс |
|    |    |    |    | 1  | 2  | 3  |
| 4  | 5  | 6  | 7  | 8  | 9  | 10 |
| 11 | 12 | 13 | 14 | 15 | 16 | 17 |
| 18 | 19 | 20 | 21 | 22 | 23 | 24 |
| 25 | 26 | 27 | 28 | 29 | 30 | 31 |

| Пн | Вт | Ср | Чт | Пт | Сб | Вс |
| 1  | 2  | 3  | 4  | 5  | 6  | 7  |
| 8  | 9  | 10 | 11 | 12 | 13 | 14 |
| 15 | 16 | 17 | 18 | 19 | 20 | 21 |
| 22 | 23 | 24 | 25 | 26 | 27 | 28 |
| 29 | 30 |    |    |    |    |    |

| Пн | Вт | Ср | Чт | Пт | Сб | Вс |
|    |    | 1  | 2  | 3  | 4  | 5  |
| 6  | 7  | 8  | 9  | 10 | 11 | 12 |
| 13 | 14 | 15 | 16 | 17 | 18 | 19 |
| 20 | 21 | 22 | 23 | 24 | 25 | 26 |
| 27 | 28 | 29 | 30 | 31 |    |    |

| Пн | Вт | Ср | Чт | Пт | Сб | Вс |
|    |    |    |    |    | 1  | 2  |
| 3  | 4  | 5  | 6  | 7  | 8  | 9  |
| 10 | 11 | 12 | 13 | 14 | 15 | 16 |
| 17 | 18 | 19 | 20 | 21 | 22 | 23 |
| 24 | 25 | 26 | 27 | 28 | 29 | 30 |
| 31 |    |    |    |    |    |    |

| Пн | Вт | Ср | Чт | Пт | Сб | Вс |
|    | 1  | 2  | 3  | 4  | 5  | 6  |
| 7  | 8  | 9  | 10 | 11 | 12 | 13 |
| 14 | 15 | 16 | 17 | 18 | 19 | 20 |
| 21 | 22 | 23 | 24 | 25 | 26 | 27 |
| 28 | 29 | 30 |    |    |    |    |

| Пн | Вт | Ср | Чт | Пт | Сб | Вс |
|    |    |    | 1  | 2  | 3  | 4  |
| 5  | 6  | 7  | 8  | 9  | 10 | 11 |
| 12 | 13 | 14 | 15 | 16 | 17 | 18 |
| 19 | 20 | 21 | 22 | 23 | 24 | 25 |
| 26 | 27 | 28 | 29 | 30 | 31 |    |

| Пн | Вт | Ср | Чт | Пт | Сб | Вс |
|    |    |    |    |    |    | 1  |
| 2  | 3  | 4  | 5  | 6  | 7  | 8  |
| 9  | 10 | 11 | 12 | 13 | 14 | 15 |
| 16 | 17 | 18 | 19 | 20 | 21 | 22 |
| 23 | 24 | 25 | 26 | 27 | 28 | 29 |
| 30 |    |    |    |    |    |    |

| Пн | Вт | Ср | Чт | Пт | Сб | Вс |
|    | 1  | 2  | 3  | 4  | 5  | 6  |
| 7  | 8  | 9  | 10 | 11 | 12 | 13 |
| 14 | 15 | 16 | 17 | 18 | 19 | 20 |
| 21 | 22 | 23 | 24 | 25 | 26 | 27 |
| 28 | 29 | 30 | 31 |    |    |    |

## События

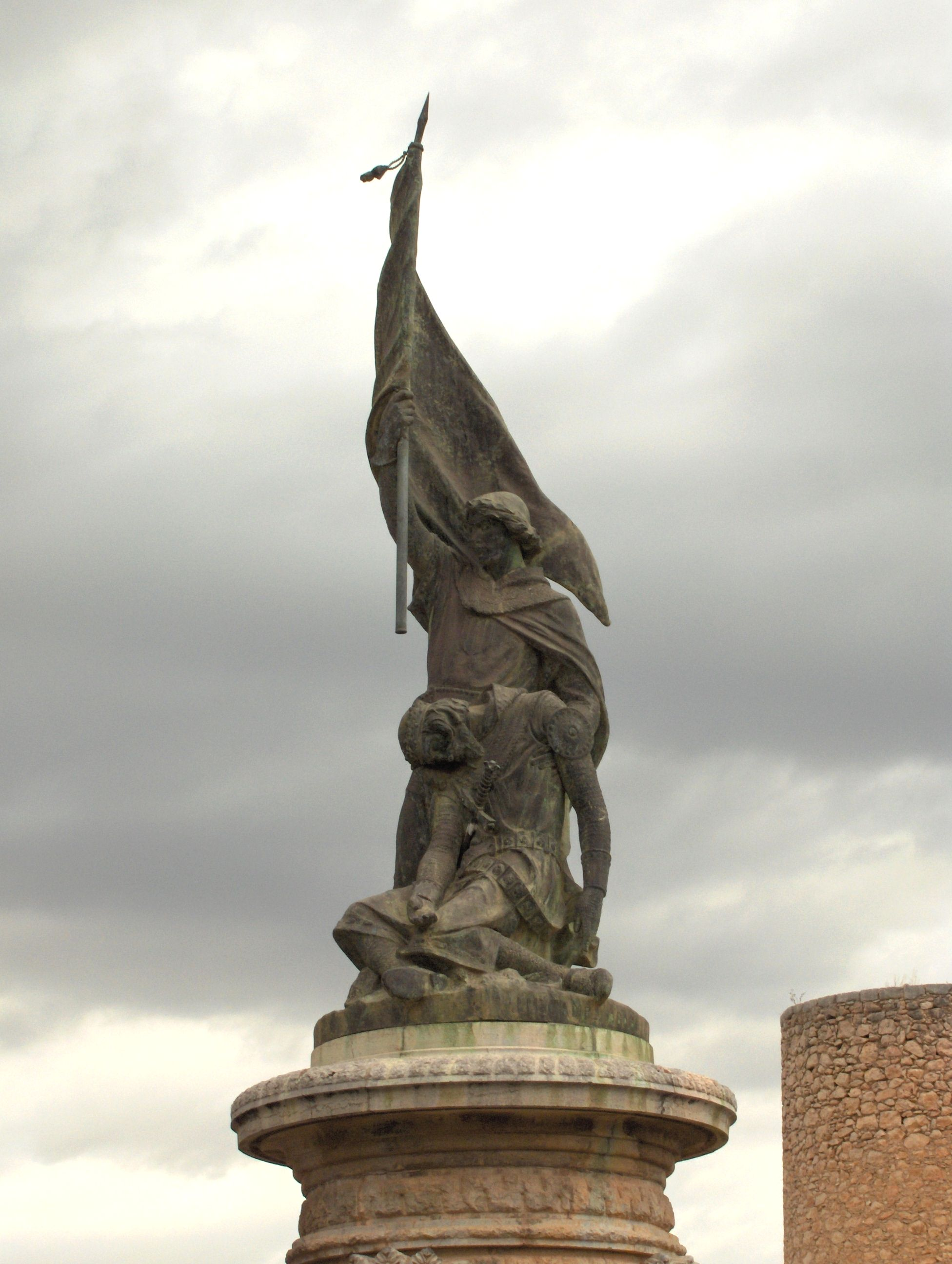
Монумент на месте битвы при Льюкмайоре на Мальорке

- 1332—1357 — Вторая война за независимость Шотландии[1].
- 1337—1360 — Эдвардианская война. Первый этап Столетней войны[2].
  - 1341—1364 — война за бретонское наследство. Военный конфликт периода Столетней войны между графами Блуа и Монфор за контроль над герцогством Бретань[3].
  - Лето — битва при Луналоже. Осада контролируемого англичанами порта Кале отрядом французского рыцаря Жоффруа де Шарни[4].
  - 31 декабря 1349—1 января 1350 — атака Кале. Попытка капитана Сент-Омера Жоффруа де Шарни с помощью подкупа вернуть под власть короля Франции город Кале, захваченный англичанами в ходе осады в 1347 году[5].
- 1340—1349 — закончилась Трапезундская гражданская война[6].
- 1340—1351 — вторая война за рюгенское наследство (первая 1325-1328)[7].
- 1343—1351 — Крестовые походы на Смирну, направленные против пиратской деятельности Умура, правителя эмирата Айдын[8].
- 1346—1375 — Сербско-греческий церковный спор. Разногласия переросли в открытое противостояние из-за того, что константинопольский патриарх Каллист I осудил сербскую церковную иерархию, что стало причиной церковного раскола[9].
- 1347—1351 — в Европе самая тяжёлая эпидемия — бубонной и лёгочной чумы. В историю она вошла под названием Чёрная смерть. Считается, что количество населения в Европе в это время уменьшилось на треть[10].
- 1348—1349 — закончилась Византийско-генуэзская война. Вооружённый конфликт между Византийской империей и Генуэзской республикой, вызванный вопросом взимания пошлин за проход через Босфор[11].
  - Генуэзцы потребовали от Иоанна Кантакузина уступить им возвышенность за северной стеной Константинополя. Император отказал. Генуэзцы заняли её силой и сожгли в гавани византийские галеры. Кантакузин обложил виднейших граждан податью и построил 9 новых галер. В первом же бою ромеи бежали, и генуэзцы захватили галеры. Кантакузин призвал на помощь венецианцев. Генуэзский флот одержал победу над венецианским. Кантакузин заключил с генуэзцами мир, признав их захваты и торговые привилегии.
- 1348—1351 — страшная эпидемия чумы в Византии.
  - 1348—1351 — еврейские погромы во время чумы. Погромы евреев, происходившие в государствах и странах Средневековой Европы, во время катастрофической пандемии чумы, получившей название Чёрная смерть[12].
  - Эпидемия чумы из континентальной Европы перебрасывается в Англию.
  - Эпидемия чумы в Норвегии, умерла почти половина всего населения этой страны.

- 1349—1350 — началась пятая осада Гибралтара. Вторая попытка короля Кастилии Альфонсо XI вернуть себе укрепленный город Гибралтар[13].
- 1349—1352 — создание Молдавской марки Венгрией.
- 1349—1352 — началась смута годов Канно в Японии. Вооружённый конфликт между сёгуном Асикага Такаудзи и его братом, Асикага Тадаёси[14].
- Январь — резня в Базеле. Убийство представителей еврейской общины в Базеле. Являлась примером преследования евреев во время Чёрной Смерти. По оценкам, от 50 до 70 евреев были убиты путем сожжения[15].
- Массовое истребление евреев в Европе (они были обвинены в эпидемии чумы): 
  - 14 февраля — резня в Страсбурге. Публично сожжены более 2 тысяч евреев Страсбурга, остальные изгнаны из города, а собственность их конфискована[16].
  - 21 марта — резня в Эрфурте. В Эрфурте погибло три тысячи человек[17].
  - 24 августа — шесть тысяч евреев Майнца сгорели в огне. В тот же день погибла древняя еврейская община Кёльна.
- 25 октября войска Педро IV Арагонского победили войска бывшего короля Мальорки Хайме III Смелого в битве при Льюкмайоре. Хайме III погиб в битве, а Педро IV включил колролевство Майорка в Арагонскую корону.
- Съезд сербских феодалов в Скопле. Принятие «Законника» Стефана Душана.
- Создание автономного Морейского деспотата внутри Византийской империи.
- Боккаччо поселился во Флоренции.
- Подавление движения зилотов и взятие Фессалоники.
- Львов завоёван польским королём Казимиром III Великим[18].
- Король Эдуард III указал шерифам на то, что «стрельба из лука заброшена из-за бесполезных игр в футбол».
- Статут о рабочих в Англии.

### Великое княжество литовское
- Кейстут желая положить конец нападению рыцарей-крестоносцев начинает переговоры с Папой Римским Климентом VI о христианизации Великого княжества литовского и наделении его титулом короля[19].
- Октябрь — переговоры с Папой Римским прерваны в связи с нападением на литовские земли польского короля Казимира III, выступавшего до этого посредником между Кейстут и Папой[19].

## Русь
Правление: 1353—1359 — Симеон Иванович Гордый
- 1348—1349 — Четвёртый шведский крестовый поход против Новгородской республики[20].
  - 24 февраля новгородцы пошли на штурм крепости Орешек.
- Весна — осада немецкими рыцарями Изборска.
- Захват территории Галицко-Волынского княжества поляками. Львов отошёл в состав Польши.
- Хан Джанибек выдаёт Симеону Гордому литовское посольство во главе с князем Кириатом, которое прибыло в Золотую Орду просить помощи против Москвы. Ольгерд посылает Симеону Гордому богатые дары, прося мира. освобождение брата и всего посольства. Симеон заключает мир с ВКЛ и скрепляет его династическими браками: выдаёт свою племянницу Ольгу Константиновну (дочь сестры Марии) за брата Ольгерда  — Любарта, а свою свояченицу Ульяну Александровну — за самого Ольгерда[21].

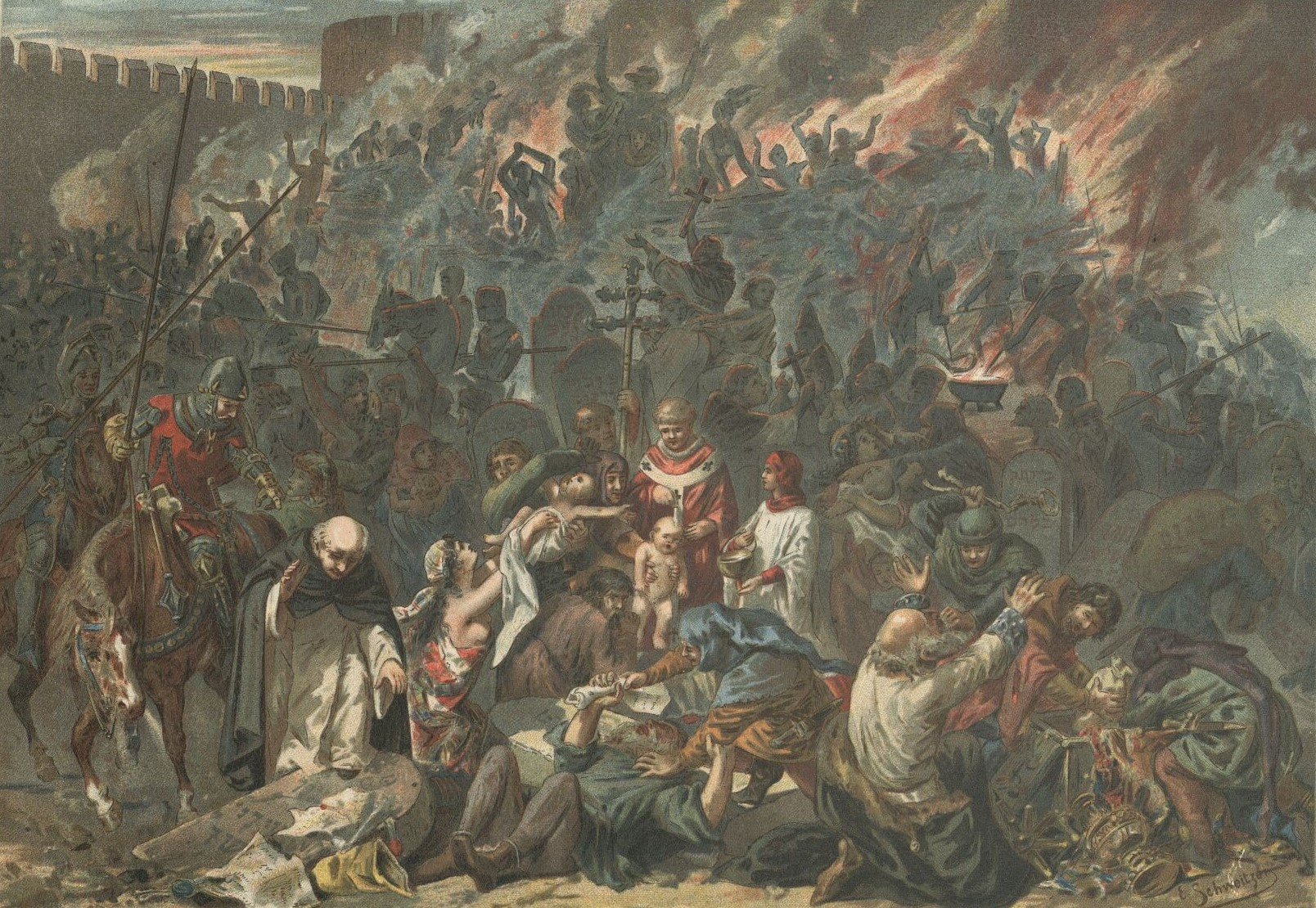
Эмиль Швейцер. Погром в Страсбурге в 1349 году

## Начало правления
См.также: Список глав государств в 1349 году

## Родились
См. также: Категория:Родившиеся в 1349 году
- 7 сентября — Михаил Симеонович, сын великого князя Симеона Гордого[21].

## Скончались
См. также: Категория:Умершие в 1349 году
- Фахр ад-дин Ахмад Караманид

## История Руси 1349 года в иллюстрацияхЛицевого летописного свода

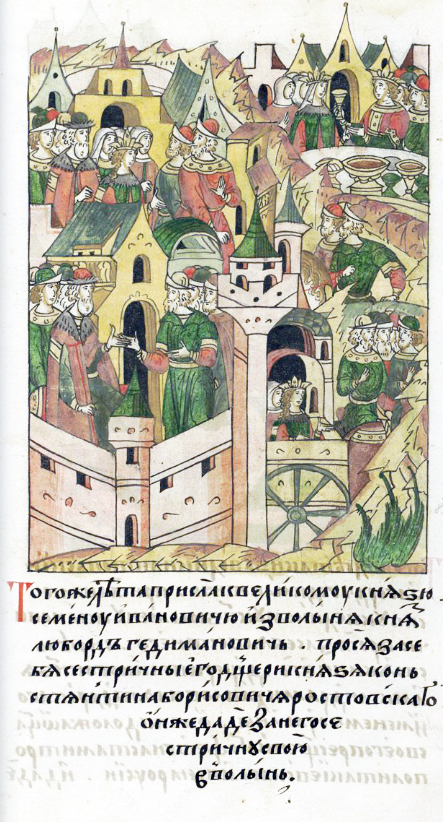
В том же году к великому князю Семёну Ивановичу прислал из Волыни князь Люборд Гедиминович, прося за себя племянницу его, дочь князя Константина Борисовича Ростовского. И он отдал за него племянницу свою в Волынь.
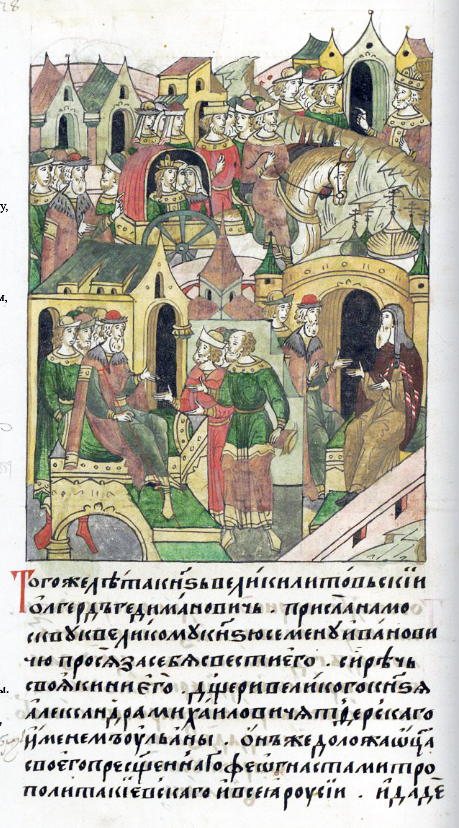
В том же году великий князь Литовский Ольгерд прислал на Москву к великому князю Семёну Ивановичу, прося отдать за себя сестру его жены, то есть его свояченицу, дочь великого князя Александра Михайловича Тверского именем Ульяна. Он же, посоветовавшись с духовным отцом своим преосвященным Феогностом, митрополитом Киевским и всея Руси, отдал [за него свояченицу свою Ульяну.
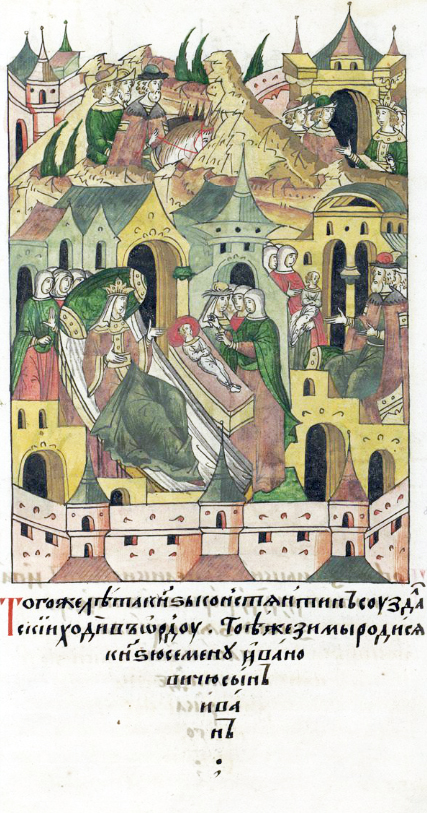
В том же году князь Константин Суздальский ходил в Орду. Той же зимой у князя Семёна Ивановича родился сын Иван.
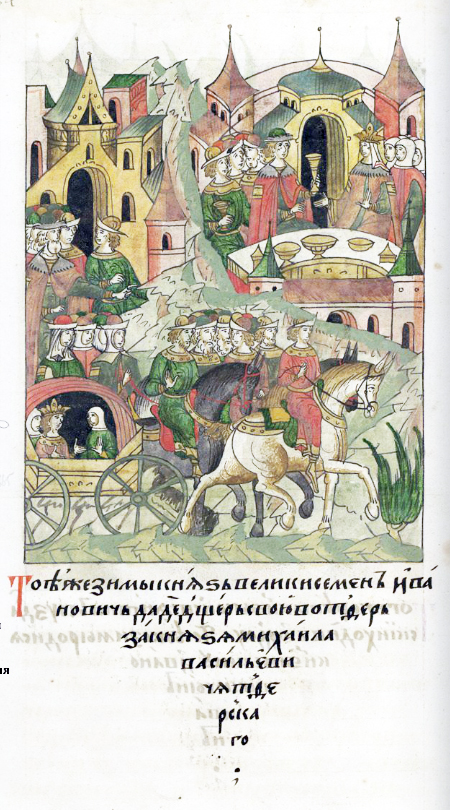
Той же зимой великий князь Семён Иванович выдал дочь свою в Тверь за князя Михаила Васильевича Тверского